# Carles Camps Mundó
Carles Camps Mundó (Cervelló, provincia de Barcelona, 8 de julio de 1948) es un poeta español.

## Biografía
Desde joven, Carles Camps se interesó por la poesía de carácter experimental. Más adelante, su interés le llevó a la poesía visual. En 1972 mostró su obra en la barcelonesa Sala Gaspar. Fue la primera vez que se mostró poesía visual en la capital catalana. Con un grupo formado por poetas, pintores y escultores, editó una colección donde aparecen sus prosas Trilogía del rasgo o Seis rasgos y algunos poemas. Participó en varias exposiciones colectivas y sus poemas aparecen en catálogos y revistas. En 1981 expuso toda su obra poética visual en la Fundación Joan Miró. A partir de la década de 1980 se dedicó plenamente a la poesía discursiva. Ha colaborado con Xavier Franqueza y Joan Hernández Pijuan en ediciones de arte. Tiene publicados algunos poemas y prosas en castellano, francés, portugués y húngaro.
Participa, con otros autores, en el XXXI Festival Internacional de Poesía de Barcelona en el Palacio de la Música Catalana, el 18 de mayo de 2015, donde aparecieron algunos de sus poemas.

## Obras[1][3]
- Variacions puntuals (1972)
- Trilogia del tret (1972)
- Sis trets (1973)
- Habitar un paisatge (1973)
- La nuu. Contes de l'horitzó (1974), poemes visuals
- La columna (1981), poemes visuals
- Sis poemes (1981)
- L'Absent (1989)
- Lliçó de tenebres (1996)
- Dies de nit (1999)
- Un moviment quiet (2004)
- Llibre de les al·lusions (2004)
- Com els colors a la nit (2006), prosa
- El contorn de l'ombra (2007), VIII Premi de Poesia Parc Taulí 2006
- En nom de la paraula (2009)
- La mort i la paraula (2010), Premi Carles Riba de poesia 2009
- La figuració del(s) sentit(s) (2011), recull d'aforismes i reflexions al voltant de la llengua i la creació
- La runa de la veu (2013)
- L'Oració Total (2013), Premi Crítica Serra d'Or 2013[4]
- Cap nom del món (2015)
- Elegia de l'origen (2017)
- El rastre d'uns escrits (2018), Premi Vicent Andrés Estellés 2017